# Janez Mežan (slikar)
Janez Mežan, slovenski slikar, * 8. november 1897, Spodnji Brnik, † 3. december 1972, Ptuj.

## Življenjepis
Po maturi leta 1919 v Zavodu sv. Stanislava je leta 1924 končal študij na Akademiji za umetnost in umetno obrt v Zagrebu, kjer se je pridružil skupini umetnikov, imenovanih Četrta generacija. Od leta 1924 do 1933 deloval kot likovni pedagog na realni gimnaziji v Mariboru, kjer je bil pobudnik in član umetniškega kluba Brazda. V letih 1933–1939 je kot profesor služboval na novomeški gimnaziji. V Novem mestu je poglobil zanimanje za aeronavtiko, o čemer priča okrog 140 ohranjenih risb in skic iz aeronavtike in aerodinamike. Po drugi svetovni vojni se je z družino preselil na Ptuj (1946–1972), kjer je bil profesor risanja na Gimnaziji Ptuj do upokojitve.
Bil je zelo ploden ustvarjalec, saj je ohranjenih okoli 6000 njegovih slik, grafik in risb. Čeprav je slikal v različnih tehnikah (olje, freska, grafika), je ustvarjalni vrh dosegel v akvarelu; bil pa je tudi odličen risar. Slikal je zlasti krajinske slike in vedute različnih slovenskih krajev pa tudi portrete in tihožitja. Njegova dela izražajo pretanjen občutek za barvno in svetlobno razpoloženje, pogosto obogateno z intimno poetičnostjo. Njegova najpomembnejša sakralna dela so v Plečnikovi cerkvi v Bogojini: oltarna podoba in križev pot. Sploh so njegovi križevi poti pomemben prispevek k slovenskemu povojnemu cerkvenemu slikarstvu, tudi v domači fari je zapustil fresko sv. Martina z gosko v cerkvi v Šmartnu.
Njegova hči je igralka Ivanka Mežan. V Miheličevi galeriji na Ptuju od leta 2006 v počastitev slikarja prirejajo bienalno razstavo Mežanovi dnevi.